# Universitatea Friedrich-Alexander din Erlangen-Nürnberg

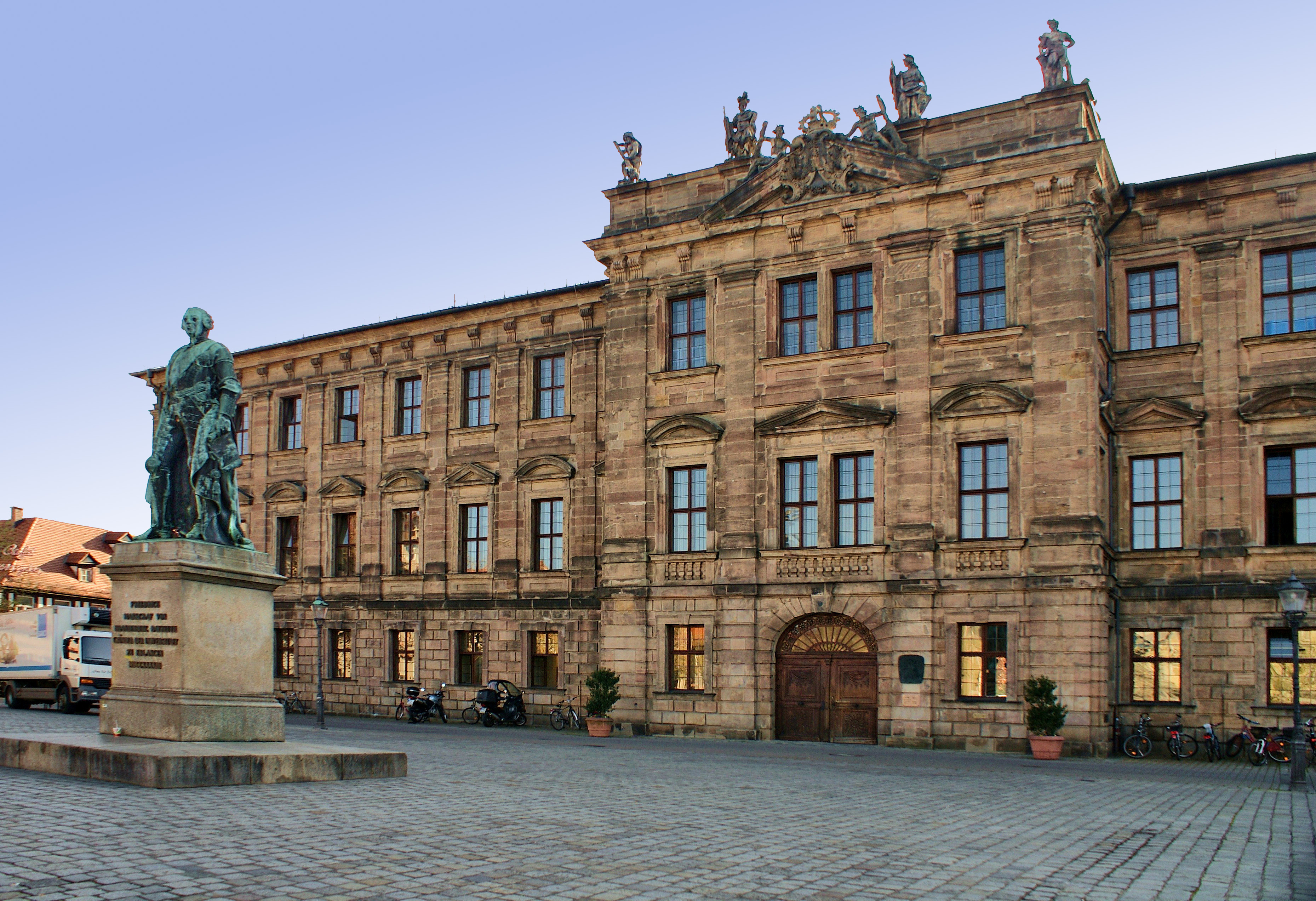
Castelul Erlangen. Sediul central al administrației universității.

Universitatea Friedrich-Alexander din Erlangen-Nürnberg (în germană Friedrich-Alexander-Universität Erlangen-Nürnberg) este o universitate germană fondată în anul 1742. Ea este în prezent a doua universitate ca mărime din Bavaria, cu 11 facultăți în care predau 265 de profesori.
Cursurile au loc în două campusuri: facultățile de științe sociale, economice și educaționale sunt situate la Nürnberg, iar toate celelalte facultăți se află în Erlangen.
În 2013 FAU a avut 39.000 de studenți și a eliberat 5.251
de diplome de licență și 663 de diplome de doctorat. Universitatea a primit 180 de milioane de euro din finanțări externe în același
an, devenind una dintre cele mai puternic finanțate de terți universități din Germania.
În 2006 și 2007, în cadrul inițiativei naționale de excelență, FAU a fost aleasă de către Fundația germană pentru cercetare ca una dintre câștigătoarele Inițiativei de excelență germană. FAU este, de asemenea, membră a DFG (Deutsche Forschungsgemeinschaft) și a Top Industrial Managers for Europe.
În clasament mondial al universităților pentru anul 2014, FAU s-a clasat pe locul al doilea între universitățile germane în domeniul Inginerie/Tehnologie.

## Facultăți
În anul 2007 universitatea avea înmatriculați 26.554 studenți în cele 11 facultăți:
- Facultatea de Teologie protestantă
- Facultatea de Drept
- Facultatea de Medicină
- Facultatea de Litere și științe umaniste I (Filosofie, Istorie, Științe sociale)
- Facultatea de Litere și științe umaniste II (limbi și literaturi)
- Facultatea de Științe I (Matematică, Fizică)
- Facultatea de Științe II (Biologie, Chimie, Farmacie)
- Facultatea de Științe III (Geografie, Geologie/Mineralogie/Paleontologie)
- Facultatea de Științe economice și sociale (la Nürnberg)
- Facultatea de Tehnologie (din 1966)
- Facultatea de Științe ale educației (la Nürnberg)

## Istoric
Universitatea a fost fondată în anul 1742 la Bayreuth de către margraful Frederic al III-lea de Brandenburg-Bayreuth sub numele de Friedrichs-Universität. În anul următor, 1743, universitatea a fost transferată la Erlangen. Ea era alcătuită atunci din 4 facultăți: teologie protestantă, jurisprudență, medicină și filosofie.
În 1769, principatul Bayreuth de care aparținea Erlangen a trecut sub controlul lui Karl-Alexander, margraf de Brandenburg-Ansbach. El a avut o contribuție importantă la dezvoltarea universității, care a primit în același an numele de Friedrich-Alexander-Universität.

## Parteneriate internaționale
FAU menține o gamă largă de contacte internaționale cu alte universități din străinătate. Universitatea a stabilit parteneriate cu aproximativ 500 de universități, printre care Universitatea Duke, UCL, Imperial College din Londra și Universitatea din Cambridge.